# Breidenbach (Horn)
Pour les articles homonymes, voir Breidenbach.
Le Breidenbach est un ruisseau qui coule dans le pays de Bitche en Moselle. C'est un affluent de la Horn et donc un sous-affluent du Rhin.
Avant de confluer avec l'Himmersbach, le ruisseau s'appelle Bittenbach.

## Hydronymie
Le ruisseau doit son nom - Bredebach en 1152, de l'allemand breit (large) et Bach (le ruisseau) - à son aspect après la réception de son affluent le Burbach, le ruisseau la plus large. Il donne son nom à la commune de Breidenbach, qu'il traverse. Avant de confluer avec l'Himmersbach dans le village de Lengelsheim, le ruisseau s'appelle Bittenbach,.

## Géographie
Le ruisseau prend sa source sous le nom de Bittenbach à la frontière communale entre Schorbach et Nousseviller-lès-Bitche. Il se dirige vers le Nord et prend son nom de Breidenbach à son confluent avec l'Himmersbach dans le village de Lengelsheim.  Plus loin, il reçoit comme affluent le ruisseau du Burbach à l'endroit où se situe aujourd'hui le village de Breidenbach. L'étang situé autrefois sur le cours d'eau, le Breidenbacher Weiher, est aujourd'hui asséché. Le ruisseau rejoint la Horn entre Waldhouse et Walschbronn,.

## Communes traversées
- Schorbach
- Nousseviller-lès-Bitche
- Lengelsheim
- Breidenbach
- Hanviller
- Waldhouse
- Walschbronn[1],[2],[3]

## Affluents
- Himmersbach
- Burbach[3]
- Lauterbach
- Totenbach[1],[4]